# Sos sojowy
Sos sojowy (jap. 醤油 shōyu) – sos fermentowany, wytwarzany z mieszaniny soi, pszenicy, wody i soli pochodzący pierwotnie z Chin. Przez dodanie do niej pleśni (jap. kōji) o nazwie Aspergillus oryzae albo Aspergillus sojae, drożdży i bakterii kwasu mlekowego tworzy się zacier, który dojrzewa i następnie jest wyciskany i filtrowany .

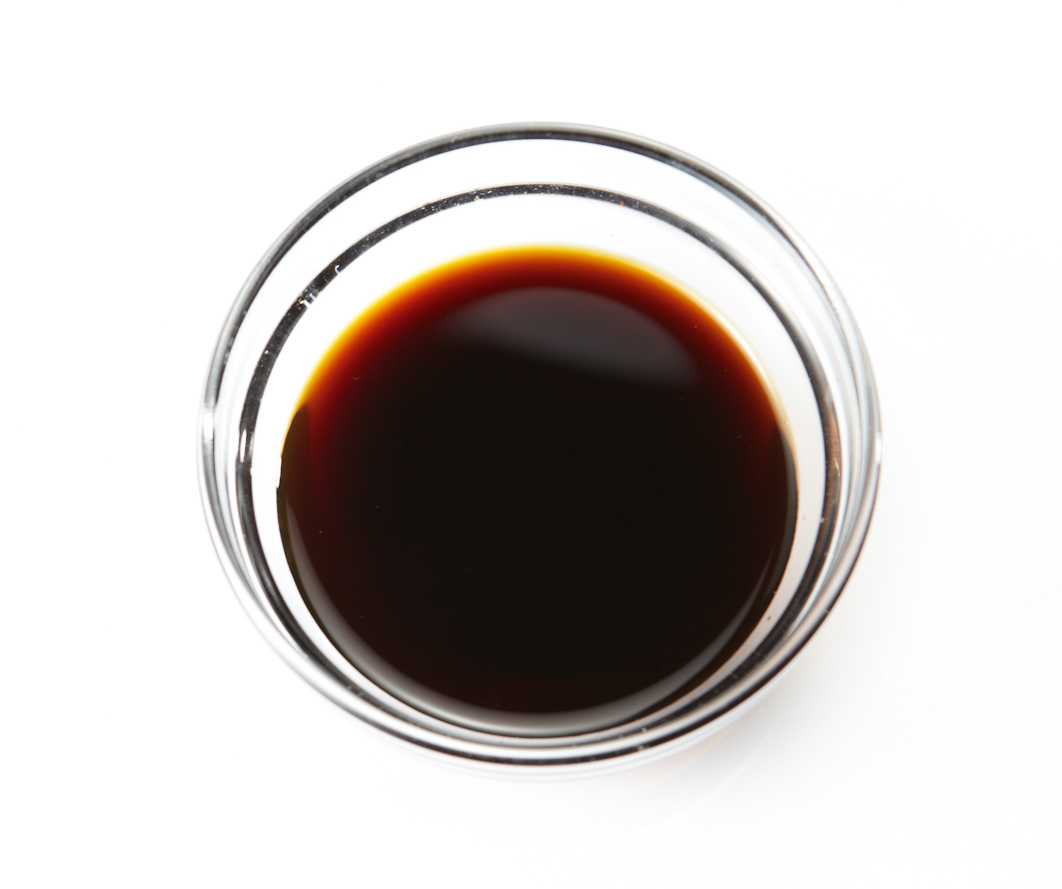
Sos sojowy ciemny

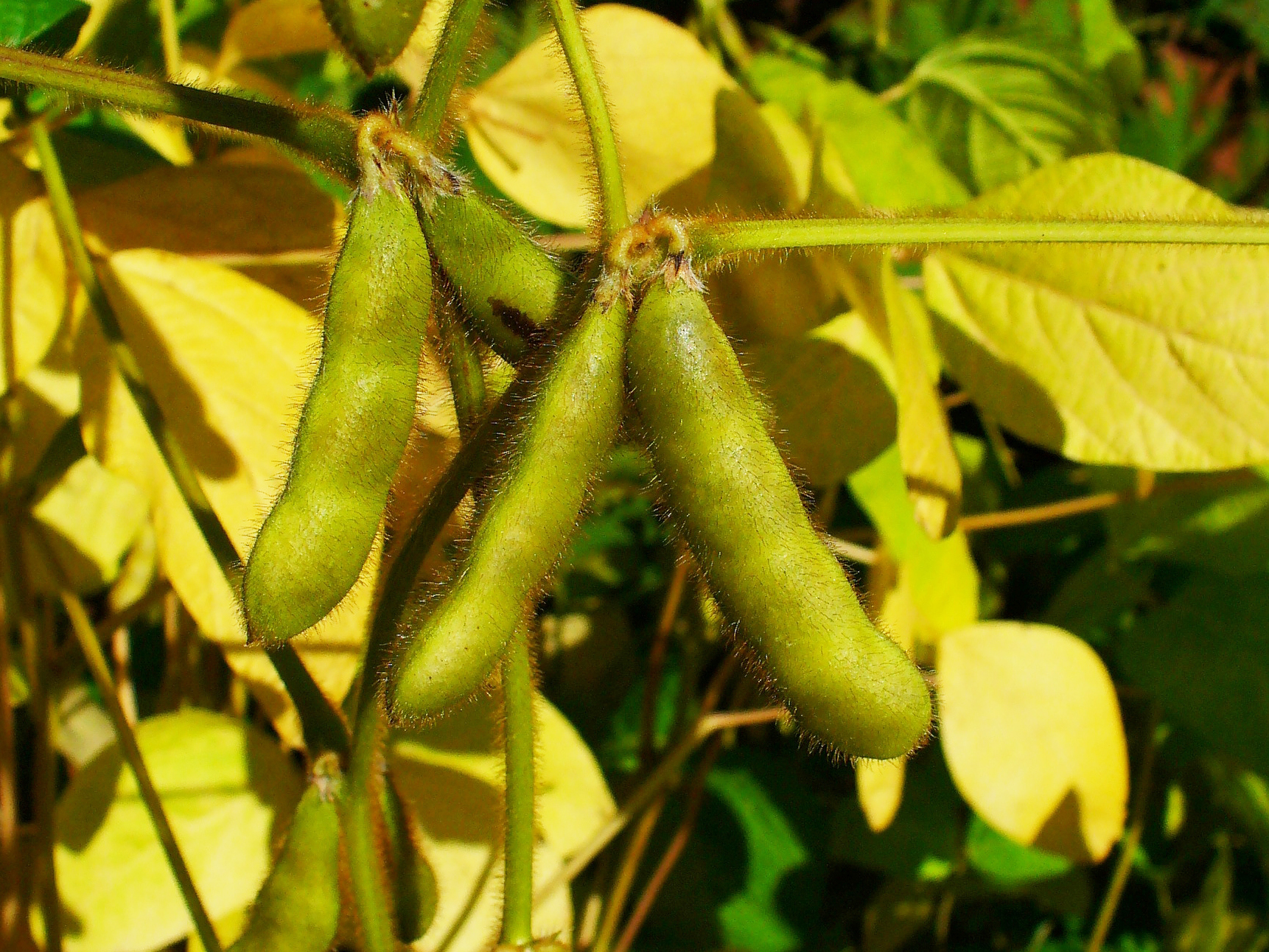
Soja warzywna

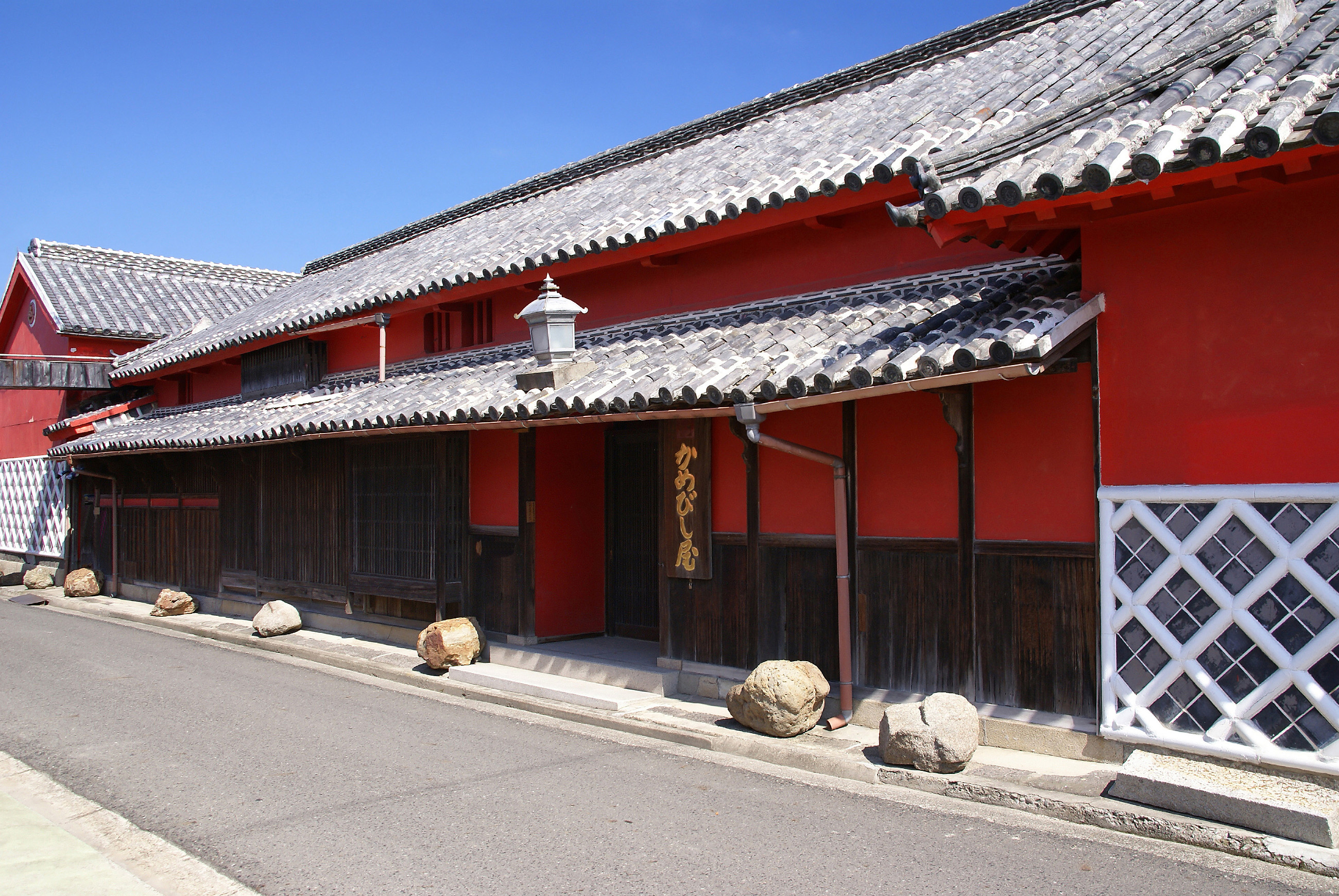
Budynek wytwórni shōyu Kamebishi-ya z 1753 r. w prefekturze Kagawa (materialne dziedzictwo kulturowe Japonii)

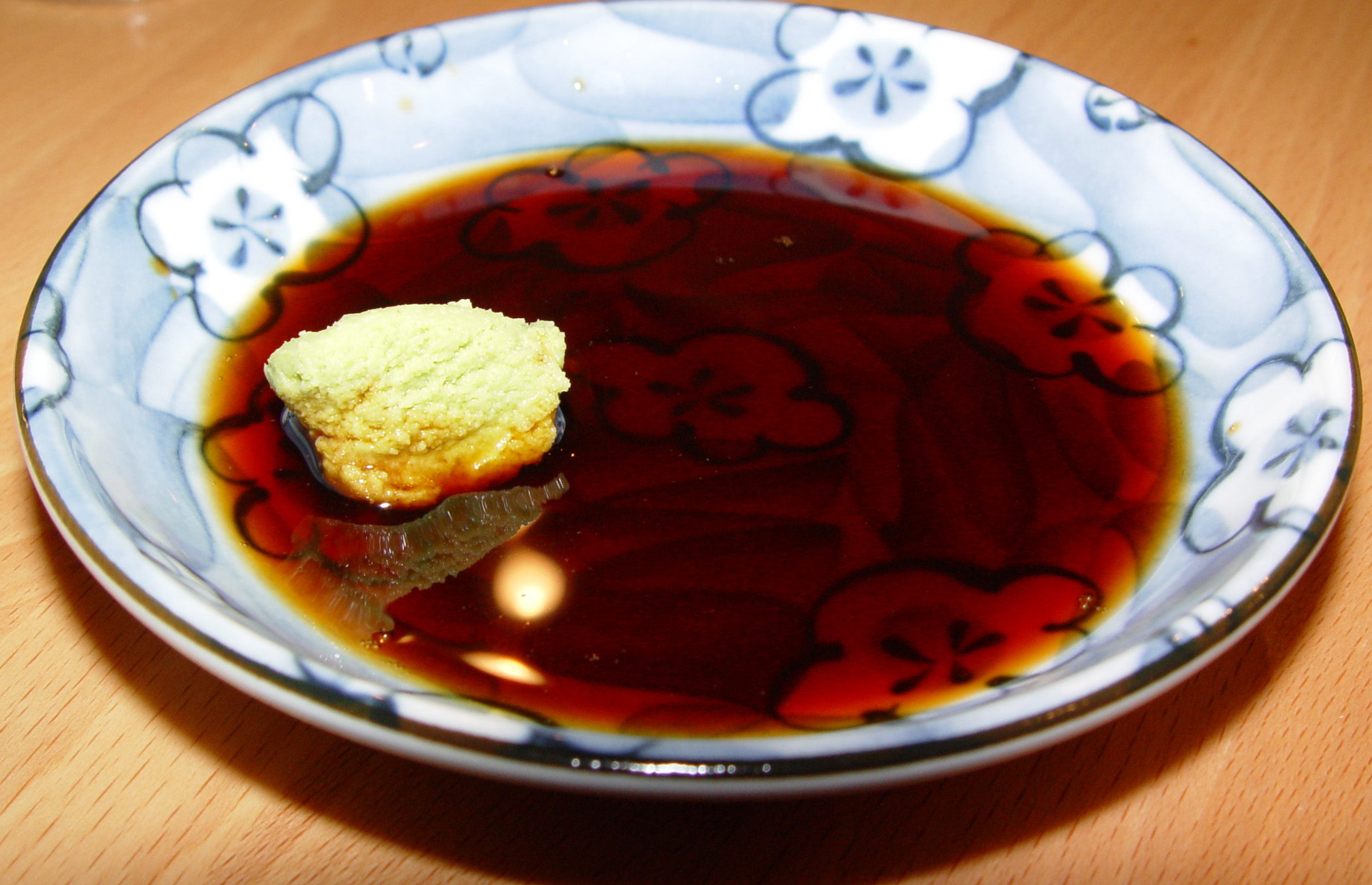
Wasabi w shōyu, do maczania sushi

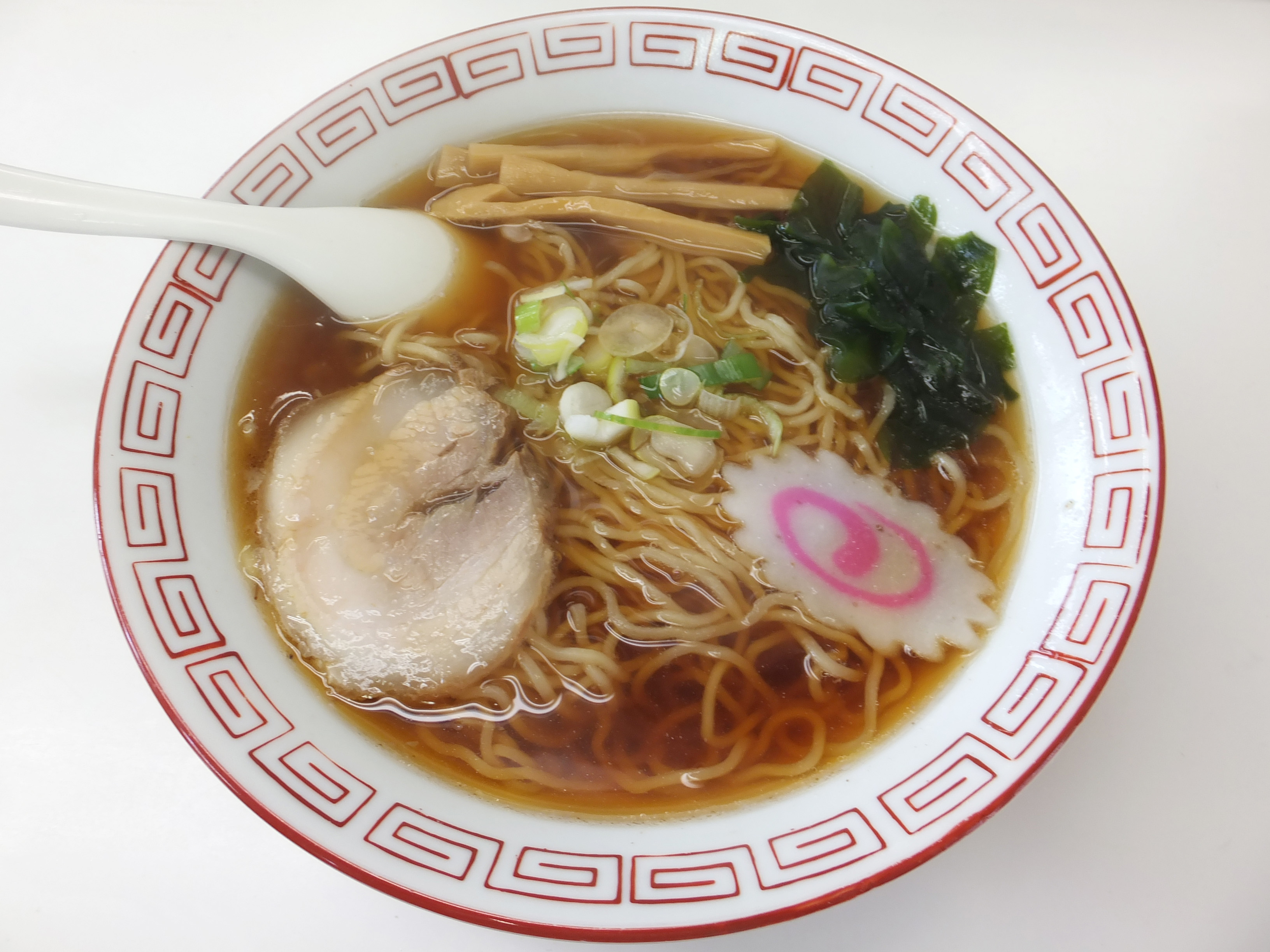
Shōyu-rāmen

Jest to jedna z najważniejszych przypraw kuchni azjatyckiej, obecnie używana także w kuchniach tradycji zachodniej. W zależności od kraju pochodzenia, szczegółów receptury i dodanych przypraw sos nabiera różnej konsystencji i smaku. W kuchni chińskiej jest gęsty i słony, indonezyjskiej – rzadki i słodki, japońskiej – bardzo rzadki i słony. 

## Historia shōyu

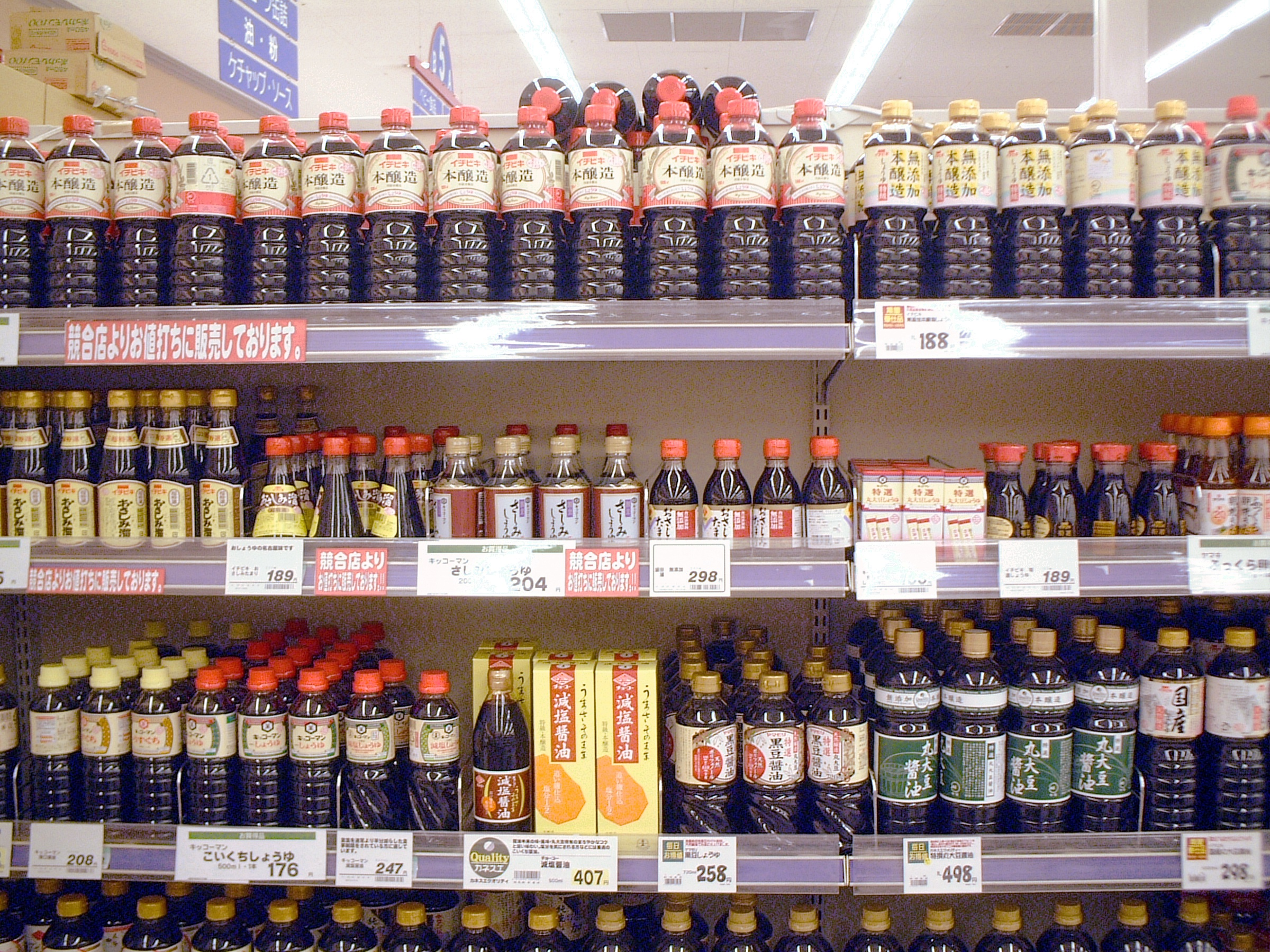
Opakowania sosu sojowego na półkach w sklepie

Sos sojowy jest jednym z najdłużej znanych sosów przyprawowych. Jego wytwarzanie rozwinęło się w Azji Wschodniej ponad 2500 lat temu, gdy mięso i ryby konserwowano w soli. Ciecz, która tworzyła się przy tym, była wykorzystywana jako podstawa bulionu i przypraw. W wyniku stałych ulepszeń na przestrzeni czasu opracowano wiele różnych przypraw, w tym ze sfermentowanej soi.
W VI wieku buddyzm dotarł z Chin do Japonii i szybko się rozwijał. Wielu buddystów (kapłanów zen) było wegetarianami, co zwiększyło zapotrzebowanie na aromaty bez mięsa. Jedną z popularnych przypraw w Chinach była słona pasta ze sfermentowanych ziaren, w tym soi, która była pierwszym, znanym produktem podobnym do nowoczesnego sosu sojowego. Przez wieki japońskie wytwórnie rozwijały techniki warzenia i uzupełniały składniki, które tworzą dzisiejszy sos sojowy.
Wytwórnie shōyu rozpowszechniły się w całej Japonii, osiągając w 1888 roku liczbę 10 600. Po II wojnie światowej liczba ta konsekwentnie zmniejszyła się do 8 000, a w 1980 roku czasu było ich 3 135. Obecnie jest ich mniej niż 2 000. Jest to głównie wynikiem jednoczenia się wielkich producentów i odchodzeniem starych właścicieli małych zakładów oraz mistrzów zawodu .

## Odmiany shōyu
Odmiany produkowane w Japonii: 
- koikuchi, podstawowy sos sojowy w Japonii i na świecie, produkowany przez znane firmy Kikkoman i Yamasa, z mniej więcej równych ilości soi i pszenicy o zawartości soli około 16%. Jego produkcja rozwinęła się w regionie Kantō i ostatecznie rozprzestrzeniła się na terenie całego kraju. Stanowi ponad 80% japońskiej produkcji sosu sojowego. Koikuchi nazywa się kijōyu lub namashōyu, jeśli nie jest pasteryzowany;
- usukuchi, lekki sos sojowy, drugi pod względem popularności rodzaj, jest bardziej słony (18–19%) i o jaśniejszym kolorze niż koikuchi. Często zawiera sfermentowany ryż, gluten pszenny lub amazake;
- tamari, produkowany głównie w regionie Chūbu w Japonii. Głównym składnikiem jest soja, ma bardzo mało lub w ogóle nie ma pszenicy. Jest przez to dużo ciemniejszy i ma mocniejszy smak niż koikuchi. Tamari to „oryginalny” japoński sos sojowy, jest często stosowany jako bezglutenowy substytut dla innych sosów sojowych;
- saishikomi, dwukrotnie warzony, pochodzi z południowo-zachodniej Japonii, głównie z prefektury Yamaguchi. Jest dużo ciemniejszy i silniejszy w smaku od koikuchi. Znany również jako kanro czyli słodki;
- shiro, znany jako „biały”, słodki z dużym udziałem ziarna zbóż. Popularny w regionie Kansai. Głównym składnikiem jest pszenica, ma bardzo mało soi. W rezultacie ma jaśniejszy kolor i słodszy smak niż inne rodzaje. Używany przez kucharzy do poprawiania wyglądu żywności[1] ;
- kanro, to odmiana sosu sojowego najwyższej jakości, wytwarzana wyłącznie w mieście Yanai, w prefekturze Yamaguchi. Jest produkowana ręcznie, mniej słona i mniej słodka niż saishikomi, ale zawierająca więcej umami .